# هرمینیو ماسانتونیو
هرمینیو ماسانتونیو (اسپانیایی: Herminio Masantonio‎؛ ۵ اوت ۱۹۱۰ – ۱۱ سپتامبر ۱۹۵۶) بازیکن فوتبال اهل آرژانتین بود.

## باشگاهی
از باشگاه‌هایی که در آن بازی کرده‌است می‌توان به باشگاه فوتبال بانفیلد، باشگاه فوتبال اتلتیکو هوراکان، و باشگاه ورزشی دفنسور اشاره کرد.

## تیم ملی
وی همچنین در آرژانتین بازی کرده‌است.